# Цахариэ, Генрих Альберт
Генрих Альберт Цахариэ (нем. Heinrich Albert Zachariä; 20 ноября 1806, Хербслебен — 29 апреля 1875, Канштадт) — германский юрист, учёный-правовед, преподаватель и политический деятель, профессор Гёттингенского университета.

## Биография
С 1825 по 1829 год изучал право в Гёттингенском университете. После завершения обучения был оставлен преподавать в этом учебном заведении в звании приват-доцента, в 1835 году стал профессором. В 1837 году, когда король Эрнст Август отменил ганноверскую конституцию и когда семь гёттингенских профессоров (братья Гриммы, Гервинус и др.) протестовали против этого отказом принести присягу, Цахариэ сперва присоединился к ним и покинул университет, но скоро передумал, принёс присягу и вновь начал чтение лекций. Сперва он читал лекции по уголовному праву и процессу, потом перешёл к государственному праву, работами по которому заслужил себе репутацию уважаемого учёного-правоведа. Уже в 1840-х годах занимался разработкой германского союзного права. В 1848 году был членом как предварительного парламента, так и самого Франкфуртского парламента (заседал в нём от Гёттингена с 18 мая 1848 по 26 мая 1849 года), в котором принадлежал к левому центру и участвовал в работе нескольких комитетов, в том числе по международным делам и так называемой имперской депутации. В июне 1849 года некоторое время входил в парламент Готы.
В 1854 году король Георг V отказал в назначении Цахариэ проректором Гёттингенского университета, однако спустя десять лет он всё же занял эту должность. В 1866 году был противником присоединения Ганновера к Пруссии. В 1867 году был избран, как ганноверский партикулярист, в учредительный рейхстаг Северогерманского союза. С 1868 года и до конца жизни был представителем Гёттингенского университета в прусской Палате господ.
Главные работы: «Die Lehre vom Versuch der Verbrechen» (Гёттинген, 1836—1839); «Die Gebrechen und die Reform des deutschen Strafverfahrens» (Гёттинген, 1846); «Handbuch des deutschen Strafprozesses» (1868); «Deutsches Staats- und Bundesrecht» (Гёттинген, 1841—1845, 3 издания, 1865—67); «Die deutschen Verfassungsgesetze der Gegenwart» (1855, дополнения в 1858 и 1862 годах); «Zur Frage von der Reichskompetenz gegenüber dem Unfehlbarkeidtsdogma» (Брауншвейг, 1871).